# Makiwara

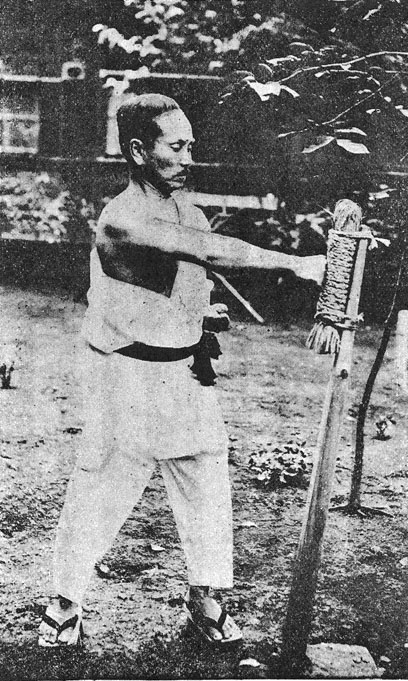
Gichin Funakoshi au makiwara.

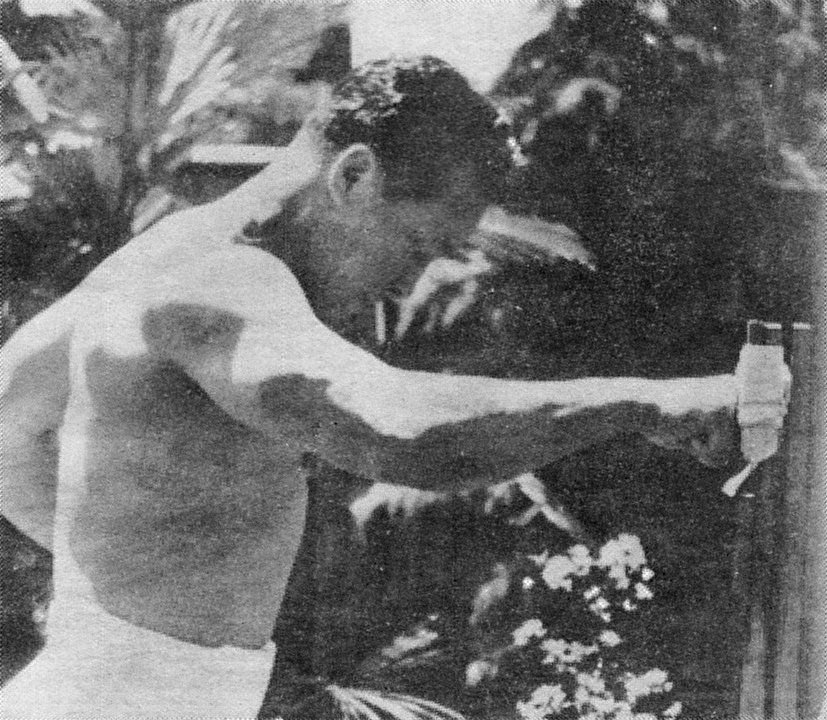
Masutatsu Oyama au makiwara.

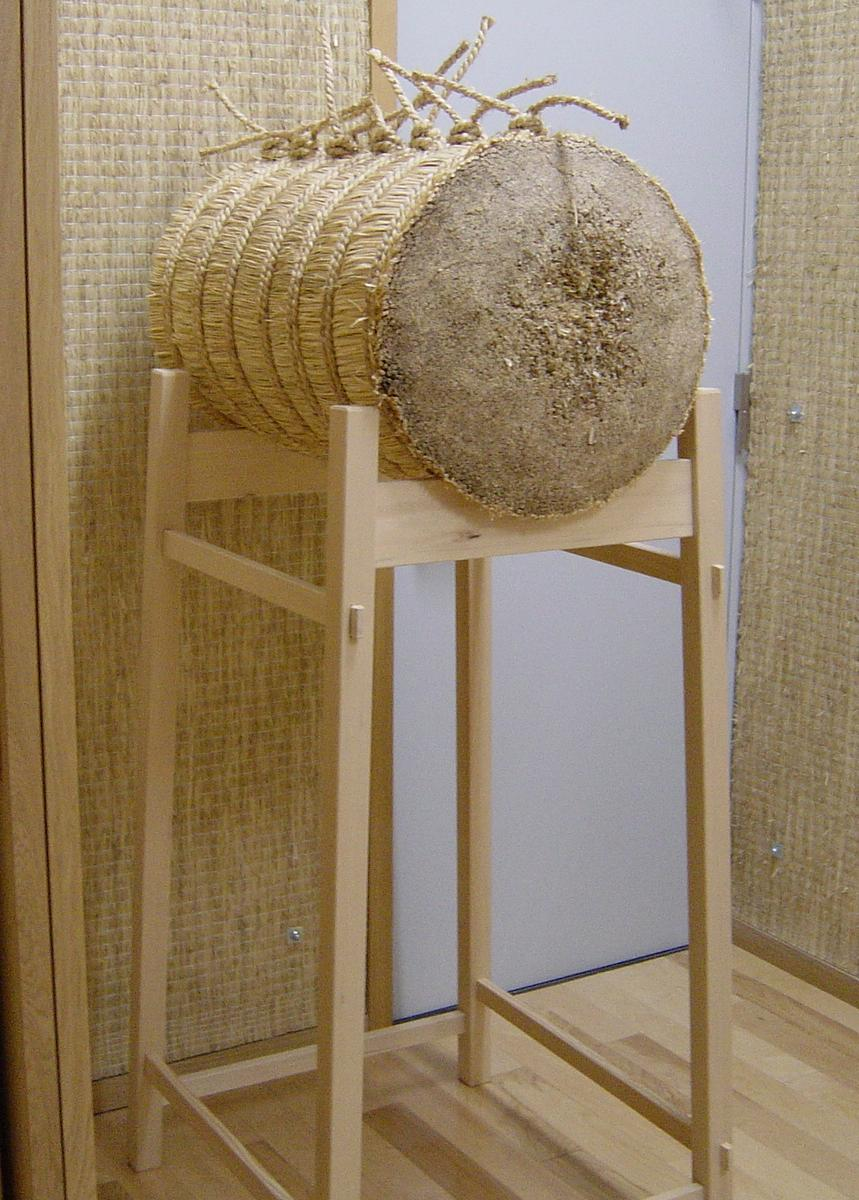
Makiwara de kyudo.

Le makiwara (巻藁) est un instrument utilisé pour l'entrainement dans les arts martiaux japonais.
Le terme est un mot japonais désignant un rouleau de paille tressée, maki, « rouleau » et wara, « paille ».
Le makiwara était utilisé à l'époque féodale japonaise pour les entraînements des guerriers samouraïs au lancer de shuriken (pointe en acier destinée à blesser l'ennemi) et à la pratique de la coupe au katana.
La fabrication d'un makiwara demandait plusieurs jours de préparation. Il était préalablement trempé dans l'eau puis enroulé sur lui-même, afin de lui donner une rigidité égale à celle d'un membre humain (bras, jambe…). Ce rouleau permettait aux guerriers samouraïs de parfaire leurs techniques de coupe.
On retrouve aujourd'hui dans plusieurs disciplines martiales ce même principe d'entrainement, le nom de makiwara ayant été conservé sur le principe d'une cible d'entrainement.

## Makiwarade karaté
Le makiwara est utilisé principalement au karaté.
Il est constitué d'un poteau généralement en bois recouvert de cuir ou de paille de riz à une des extrémités, l'autre étant fixée au sol. Le budoka s'entraine en frappant ce makiwara de diverses façons, de manière à se fortifier le corps et trouver la bonne distance, le maai.
Ce travail régulier développe sur les mains des callosités et rugosités, préparant à la pratique de la casse à main nue.
Le makiwara doit donc être utilisé avec mesure, car il peut entraîner des traumatismes profonds aux mains et des problèmes d'articulations. Pour cette raison, les matériaux anciens sont abandonnés au profit de plaques de feutre ou de mousse.
Le temochi-shiki-makiwara est une variante mobile du makiwara.

## Makiwaradekyūdō(arc japonais)
Nom de la cible de paille utilisée en kyūdō, pour le tir à bout portant.
C'est une botte de paille de riz peignée, solidement ligaturée par des cordes également en paille de riz. Son diamètre est de 45 cm, sa longueur 60 cm. Elle est placée à 1,50 mètre du sol, à hauteur des épaules.
- Utilisé pour l'entraînement. Le tir se fait à 2 mètres de la cible, non pas pour la précision du tir, mais l'étude du geste. Ce travail de tir devant le makiwara est un passage obligé dans l'apprentissage du tir. Eugen Herrigel dans son livre, Le Zen dans l'art chevaleresque du tir à l'arc, décrit cette période de débutant devant le makiwara.
- Utilisé pour le tir de démonstration makiwara-sharei. L'archer tire à la même distance que pour l'entraînement. Ce rituel de tir se fait en kimono, l'archer produit un kiai en même temps que le départ de la flèche. Pour ce tir, l'ordre et la position des flèches plantées sont très stricts.